# Guy Larnach-Nevill (4e marquis d'Abergavenny)
Guy Temple Montacute Larnach-Nevill, 4e marquis d'Abergavenny, (15 juillet 1883 - 30 mars 1954)  est un pair britannique.

## Biographie
Guy est le fils aîné de Lord George Montacute Nevill et de sa femme Alice Womersley.
Il épouse Isabel Nellie Larnach (décédée le 5 novembre 1953), le seul enfant de James Walker Larnach, le 30 octobre 1909 et ont trois enfants:
- Lady Angela Isabel Nellie Nevill (1910-1980)
- Le lieutenant-colonel John Nevill (5e marquis d'Abergavenny) (1914-2000)
- Lord Rupert Nevill (1923-1982)

Après la mort de son beau-père, il change son nom de famille (pour lui-même et sa femme seulement) de Nevill à Larnach-Nevill le 17 juin 1919. Il obtient le grade de capitaine dans les gardes écossais et de major honoraire en 1920 dans le Sussex Yeomanry. Il occupe le poste de lieutenant adjoint et de juge de paix pour le Sussex. Larnach-Nevill accède au marquisat en 1938 à la mort de son oncle, Henry Nevill (3e marquis d'Abergavenny), qui est mort sans descendance masculine survivante. Le 4e marquis meurt en 1954 et est remplacé par son fils aîné, John.